# الكريف (بني أسعد)

تعديل مصدري - تعديل

الكريف محلة تابعة لقرية الجبل، التابعة لعزلة بني اسعد بمديرية حزم العدين إحدى مديريات محافظة إب في الجمهورية اليمنية، بلغ تعداد سكانها 44 حسب تعداد اليمن لعام 2004.